# Три метра над небом (роман)
«Три метра над небом» (итал. Tre metri sopra il cielo) — роман итальянского писателя Федерико Моччиа, вышедший 16 ноября 1992 года. По его произведениям было снято четыре фильма: в 2004 году — итальянский «Три метра над небом», в 2007 году продолжение — «Я хочу тебя», в 2010 году — испанский «Три метра над уровнем неба», сценарий которого написал Федерико Моччиа, и в 2012 году также испанский «Три метра над уровнем неба: Я тебя хочу».

## Сюжет
Баби — 17-летняя студентка-отличница, прекрасная дочь, но прежде всего она — безнадёжный романтик, и ждёт дня, когда в солнечных лучах появится её рыцарь в сияющих доспехах.
Стэпу (Стефано) — 19 лет, парень из уличной банды хулиганов, вечерами носится на своём мотоцикле по улицам города. Его считают юным агрессором. Когда Баби и Стэп встречаются, то сталкиваются два разных мира, в которых их владельцы инстинктивно ненавидят друг друга. Однако проходит всего лишь год — и молодые люди безумно влюблены, и их история превращается в мечту. Но этому не суждено продлиться долго: Баби уходит от Стэпа.